# Afromelanichneumon concinnator
Afromelanichneumon concinnator är en stekelart som först beskrevs av Morley 1919.  Afromelanichneumon concinnator ingår i släktet Afromelanichneumon och familjen brokparasitsteklar. Inga underarter finns listade i Catalogue of Life.